# STEINS;GATEラジオ 未来ガジェット電波局
『STEINS;GATEラジオ 未来ガジェット電波局』（シュタインズ・ゲート ラジオ みらいガジェットでんぱきょく）は、Xbox 360 ゲーム『STEINS;GATE』プロモーションのために2009年に配信されたウェブラジオ。
2011年にアニメ『シュタインズ・ゲート』プロモーションのために配信開始されたウェブラジオ『TVアニメ「STEINS;GATEラジオ」 未来ガジェット電波局』についてもここで述べる。
2番組を通して、リスナーは「ラボメン」、ラジオネームは「ラボメンネーム」と呼ばれる。番組挨拶は明確には決まっていないが、「トゥットゥルー」がよく使われる。番組最後の挨拶にも「トゥットゥルー」が使われることがある。
タイトルの「電波局」は、科学アドベンチャーシリーズの前作『CHAOS;HEAD』のプロモーション番組で、2008年（平成20年）に音泉で配信された『CHAOS;HEADラジオ 妄想電波局』から引き継いでいる。

## STEINS;GATEラジオ 未来ガジェット電波局
HiBiKi Radio Station で、ゲーム発売（2009年（平成21年）10月15日）の前後、9月11日から10月30日まで、毎週金曜日更新。1回30分前後、全8回。また、終了後2010年（平成22年）8月13日までに、特別編3回・出張版1回がCDに収録された。
キャッチコピーは「未来ガジェット研究所からお送りする、世界に混沌をもたらすためのラジオ」。

### パーソナリティ
- 今井麻美（牧瀬紅莉栖 役）
- 花澤香菜（椎名まゆり 役）

ただし、番組の大半（コーナー「ウソ? ホント? 未来ガジェット実験室」と最後の挨拶以外）は、牧瀬紅莉栖・椎名まゆり（まゆしぃ）として出演した。番組ページには「牧瀬紅莉栖（CV/今井麻美）と、椎名まゆり（CV/花澤香菜）の2人がお届けする」と記載されていた。
このほか、岡部倫太郎もディレクターとしてスタジオにいて、カンペで指示を出したり台本を書いたりしているとされており、橋田至がいることもときおり示される。ただしいずれも紅莉栖とまゆしぃにより言及されるのみで、声の出演はない。
紅莉栖・まゆしぃと今井・花澤の切り替わり時（通常、コーナー「ウソ? ホント? 未来ガジェット実験室」の直前とこのコーナーの最後）には、Dメールを送る演出があった（ただしDメールという名が出たのはゲーム発売後の第6回から）。

### コーナー
クリスティーナ博士の想定科学講座
「クリスティーナ博士」（主に解説役）とまゆしぃ（主に聞き手）が、『STEINS;GATE』用語の解説をした。解説したのは、想定科学アドベンチャー (#1)、運命石の扉（シュタインズ・ゲート）(#2)、ラボメン (#3)、ジョン・タイター (#4)、世界線 (#5)、SERN (#6)、未来ガジェット (#7)、雷ネットアクセスバトラーズ (#8)。
ウソ? ホント? 未来ガジェット実験室
ウソ発見器に出演者をかけていろんな質問をした。第1回の回答者は今井・第2回は花澤・第3回からはゲスト。ウソ発見器は、ゲームの数量限定版同梱特典の『未来ガジェット3号機「もしかしてオラオラですかーっ!?」』（通称「未来がじぇっとさん」）で、実際に発汗量を計測する。
ゲストはこのコーナーのみ登場した。パーソナリティが今井・花澤として登場したのも、このコーナーと番組最後の挨拶のみである。
アキバで目撃しました!
秋葉原での、『CHAOS;HEAD』の登場人物など奇妙な人物の目撃情報を募集した。エンディングの中で行われ、ない回もあった。目撃されたのは、疾風迅雷のナイトハルト (#2、ダルが@ちゃんねるで目撃)、ジョイまっくす (#3、まゆしぃが目撃)、ファンタズム (#4)、蒼井セナ (#7)。

### 特別編・出張版
特別編3回と出張版1回がCDに収録された。パーソナリティはいずれも、配信版と同じ今井麻美と花澤香菜。
コミケ特別編
2009年（平成21年）12月29日にコミックマーケット77（2009年冬コミ）で発売されたラジオCD『STEINS;GATEラジオ 未来ガジェット電波局 コミケ特別編』(5pb. FPBD-0142) に収録。番組内でのタイトルは「STEINS;GATEラジオ 未来ガジェット電波局 特別編」。
通常コーナーはなく、ゲストの桃井はるこ（フェイリス＝ニャンニャン役）を加えたフリートークが中心。紅莉栖・まゆしぃパートは作中のメイド喫茶「メイクイーン＋ニャン2」で収録という設定で、フェイリス（桃井）も登場した。
サントラ特別編
2010年（平成22年）2月3日に発売されたサウンドトラック・ラジオCD『STEINS;GATE OriginalSoundtrack＋ラジオCD（仮）』（5pb. FVCG-1106）に収録。番組内でのタイトルは「STEINS;GATEラジオ 未来ガジェット電波局 特別編その2」。
通常コーナーはなく、紅莉栖・まゆしぃパートも冒頭のみ。今井・花澤の「ネタバレOK」のトークが中心。
SSG出張版
2010年（平成22年）6月16日に発売されたラジオCD『今井麻美のSinger Song Gamer ボーナスステージ』 (ポニーキャニオン PCCG-90051) に「『STEINS;GATEラジオ 未来ガジェット電波局』SSG出張版」として収録。番組内では、「SSG」は「Singer Song Gamer」ではなく「スーパーSTEINS;GATE」の略で、番組名は「スーパーSTEINS;GATEラジオ 未来ガジェット電波局」とされた。
紅莉栖・まゆしぃパートのみで、脚本はゲーム本編と同じ林直孝。番組は約7分で中断し、『SSG』パーソナリティの今井とゲストの花澤としてのトークに切り替わった。
コミケ78特別編
2010年（平成22年）8月13日にコミックマーケット78（2010年夏コミ）で発売された「STEINS;GATE C78コミケセット」中の1品として同梱されたラジオ・ドラマCD『STEINS;GATEラジオ 未来ガジェット電波局 コミケ78特別編 + 円卓会議』（『～ + ラボメン円卓会議』とも）(5pb. FPBD-0159) に収録。

### ラジオCD
2010年（平成22年）2月3日、サントラ・ラジオCD『STEINS;GATE OriginalSoundtrack＋ラジオCD（仮）』（5pb. FVCG-1106）が発売された。サントラCD×2+ラジオCDの3枚組。
ラジオCDには、配信全8回+コミケ特別編+新録のサントラ特別編、つまり、このCD発売時点での全10回300分がMP3で収録された。
特別編・出張版の各回収録については前節を参照。

## TVアニメ「STEINS;GATEラジオ」 未来ガジェット電波局
ニコニコ生放送で、アニメ放送開始（2011年（平成23年）4月5日）直後の4月13日から9月28日までの全12回。毎月第2・第4水曜日21時30分配信開始。
番組表での配信時間は22時30分までの1時間だが、数分から十数分延長することが多く、パーソナリティは22時40分（10分延長）までに終わってほしいと言われているようである。
タイトルに「TVアニメ」が追加されているが、番組内では従来どおり『STEINS;GATEラジオ 未来ガジェット電波局』と呼ばれる。
HiBiKi版から番組内容は刷新され、回数もリセットされ第1回から始まった。
番組最後の挨拶は「エル・プサイ・コングルゥ」。

### パーソナリティ
- 今井麻美（牧瀬紅莉栖 役）
- ジョイまっくす（株式会社ニトロプラス 最狂広報。番組ではしばしば「ジョイしぃ」「ジョイしぃことジョイまっくす」と名乗る）

HiBiKi版と異なり、冒頭のドラマパートを除いて、キャラとしての登場はない。

### コーナー
主なコーナーの名には、作中で岡部が使う厨二用語のように、日本語の表記と片仮名での読みがある。
ドラマパート
メインキャラによる（パーソナリティ・その回のゲスト以外も出演する）ラジオドラマ。最終回でコーナータイトルが「微笑動画のメタフィクション」であると明かされた。
第1話から第5話までに新作1話を加えた計6話が、アニメBD第1巻（2011年（平成23年）6月22日発売）特典CD『未来ガジェットコンパクトディスク1号』に収録され、第6話から第12話（配信最終話）までに新作1話を加えた計8話が、同第5巻（2011年（平成23年）10月26日発売）特典CD『未来ガジェットコンパクトディスク5号』に収録。
作品世界からの使者（ワールド・エクスプローラー）
ゲストトーク。ゲストへの10問10答で始め、話を広げる。
ゲストは基本的にオープニングには登場せず、このコーナーから番組最後まで登場する。
研究員の意識（ラボメンズ・センシス）
ニコニコ生放送の双方向機能「アンケート」でリアルタイムにリスナーに質問し、最多票の選択肢を出演者が予想する。
得点最下位の出演者は「駄目ラボメン」とされ、罰ゲームとしてエンディングをキャラのモノマネで進行する。演ずるキャラはリスナーからのコメントで募集する。ゲストが歌手だった第6回（2011年6月22日配信）では、曲を流す時間が賭けられた。
聴く者たちからのお便り（ラボメンズ・メール）
ふつおた。
中二病王者（キング・オブ・ジ・オカリン）
リスナーの中二病経験をゲストが採点する。採点の単位は「オカリン」で10オカリン満点。満点だと殿堂入りとなる。
作品世界への道を開く者 (オープナー・オブ・ザ・ワールド)
パーソナリティ2人がアニメ本編について語る。第1回ではテーマに従い10秒で語るゲーム形式で行われ、敗者は罰ゲーム（第2回からの「ラボメンズ・センシス」の罰ゲームと同じ内容）となった。第10回ではジョイまっくす（今井は時間の都合で割愛）が印象に残ったシーンベスト5を語った。
リアルラボメンからのメール
最終回（2011年（平成23年）9月28日配信）に読まれた、関係者からのコメント。桃井はるこ、後藤沙緒里、田村ゆかり、山本彩乃、関智一、小林ゆう、佐藤卓哉（アニメ監督）、浜崎博嗣（アニメ監督）、岩佐がく（アニメプロデューサー）、松原達也（原作プロデューサー）、林直孝（原作シナリオ）、花田十輝（アニメシナリオ）、坂井久太（アニメキャラクターデザイン）、huke（原作キャラクターデザイン）、宮野真守からコメントが寄せられた。

### 特別編・出張版
特別編
2011年（平成23年）9月21日発売のアニメBD第4巻特典CD「未来ガジェットコンパクトディスク4号」に「特別編」が収録されている。パーソナリティは今井麻美、ゲストは宮野真守、花澤香菜、関智一。
マチ★アソビ出張版
2011年（平成23年）10月8日に徳島市で行われたイベント「マチ★アソビ vol.7」の眉山林間ステージで、いとうかなこのミニライブを間に挟み「未来ガジェット電波局 マチ★アソビ出張版 & いとうかなこライブ」として開催された。公開録音ではなく、配信・CD等でのリリース予定はない。
パーソナリティはレギュラーと同じ今井麻美とジョイまっくす。ゲストは松永孝之、ニトロくん、いとうかなこ。通常コーナーはなく、イベント独自の質問コーナーと告知コーナーが行われた。

## ゲスト
| 回                   | 回     | 配信日等        | ゲスト         | 肩書                               |
| -------------------- | ------ | --------------- | -------------- | ---------------------------------- |
| H i B i K i          | 03     | 2009年09月25日  | 小林ゆう       | 漆原るか 役                        |
| H i B i K i          | 04     | 2009年10月02日  | ジョイまっくす | ニトロプラス最狂広報               |
| H i B i K i          | 05     | 2009年10月09日  | 松原達也       | 原作プロデューサー                 |
| H i B i K i          | 06     | 2009年10月16日  | 後藤沙緒里     | 桐生萌郁 役                        |
| H i B i K i          | 07     | 2009年10月23日  | 山本彩乃       | 天王寺綯 役                        |
| H i B i K i          | 08     | 2009年10月30日  | 林直孝         | 原作シナリオライター               |
| C77特                | C77特  | 2009年12月29日  | 桃井はるこ     | フェイリス・ニャンニャン 役        |
| C78特                | C78特  | 2010年08月13日  | 宮野真守       | 岡部倫太郎 役                      |
|                      |        |                 |                |                                    |
| ニ コ ニ コ 生 放 送 | 01     | 2011年04月xx日  | ジョイまっくす | ニトロプラス最狂広報               |
| ニ コ ニ コ 生 放 送 | 02     | 2011年04月27日  | 後藤沙緒里     | 桐生萌郁 役                        |
| ニ コ ニ コ 生 放 送 | 03     | 2011年05月11日  | 山本彩乃       | 天王寺綯 役                        |
| ニ コ ニ コ 生 放 送 | 04     | 2011年05月25日  | 小林ゆう       | 漆原るか 役                        |
| ニ コ ニ コ 生 放 送 | 05     | 2011年06月08日  | 桃井はるこ     | フェイリス・ニャンニャン 役        |
| ニ コ ニ コ 生 放 送 | 06     | 2011年06月22日  | いとうかなこ   | OP主題歌歌手                       |
| ニ コ ニ コ 生 放 送 | 06     | 2011年06月22日  | 榊原ゆい       | ED主題歌歌手（FES 役）             |
| ニ コ ニ コ 生 放 送 | 07     | 2011年07月13日  | 関智一         | 橋田至 役                          |
| ニ コ ニ コ 生 放 送 | 08     | 2011年07月27日  | 田村ゆかり     | 阿万音鈴羽 役                      |
| ニ コ ニ コ 生 放 送 | 09     | 2011年08月10日  | 宮野真守       | 岡部倫太郎 役                      |
| ニ コ ニ コ 生 放 送 | 10     | 2011年08月24日  | 岩佐がく       | アニメーションプロデューサー       |
| ニ コ ニ コ 生 放 送 | 11     | 2011年09月14日  | 花澤香菜       | 椎名まゆり 役                      |
|                      | 12     | 2011年09月28日  | 志倉千代丸     | 原作者                             |
| BD4特                | BD4特  | 2011年09月21日  | 宮野真守       | 岡部倫太郎 役                      |
| BD4特                | BD4特  | 2011年09月21日  | 花澤香菜       | 椎名まゆり 役                      |
| BD4特                | BD4特  | 2011年09月21日  | 関智一         | 橋田至 役                          |
| BD7特                | BD7特  | 2011年012月21日 | 後藤沙緒里     | 桐生萌郁 役                        |
| BD7特                | BD7特  | 2011年012月21日 | 小林ゆう       | 漆原るか 役                        |
| BD7特                | BD7特  | 2011年012月21日 | 桃井はるこ     | フェイリス・ニャンニャン 役        |
| マチ出               | マチ出 | 2011年10月08日  | 松永孝之       | フロンティアワークスプロデューサー |
| マチ出               | マチ出 | 2011年10月08日  | ニトロくん     | ニトロプラス広報                   |
| マチ出               | マチ出 | 2011年10月08日  | いとうかなこ   | OP主題歌歌手                       |